# Sacred Visions
Sacred Visions  est un album de musique de concert de John Zorn qui comprend deux pièces : The Holy Visions, chanté par un quintet vocal, est inspiré par la vie de Hildegard von Bingen; The Remedy of Fortune, joué par le Jack Quartet, est inspiré par le travail de Guillaume de Machaut.

## Titres
| No | Titre                 | Durée |
| -- | --------------------- | ----- |
| 1. | The Holy Visions      | 23:25 |
| 2. | The Remedy of Fortune | 15:32 |

## Personnel
- Eliza Bagg - voix
- Sarah Brailey - voix
- Rachel Calloway - voix
- Jane Sheldon - voix
- Kirsten Sollek - voix

Jack Quartet :
- Kevin McFarland - violoncelle
- Chris Otto - violon
- John Pickford Richards - alto
- Ari Streisfeld - violon